# Ван Меген, Фрида
Фрида ван Меген (норв. Frida van Megen; род.1 апреля, 1989 года) — норвежская конькобежка; 2-кратная чемпионка Норвегии на отдельных дистанциях, 4-кратная призёр чемпионата Норвегии. Выступала за команды "Båstad Idrettslag", "Rakkestad Idrettsforening" и "Fana Idrettslag".

## Биография
Фрида ван Меген родилась в семье родителей голландцев. Она выросла в деревне к востоку от Осло, и когда отец отвёз её туда на местный каток, у неё началась конькобежная лихорадка. Начала заниматься конькобежным спортом в возрасте 11-ти лет в Хамаре за команду "Båstad Idrettslag". В 2004 году впервые заняла 2-е место на молодёжном чемпионате Норвегии в забеге на 1500 м и 3-е места на дистанциях 500 и 1000 м. В сезоне 2004/05 перешла в клуб "Rakkestad Idrettsforening", а в 2006 году выиграла молодёжный и юниорский чемпионаты в многоборье. В сезоне 2006/07 стала 3-й в забеге на 1000 м на чемпионате Норвегии, выиграла вновь юниорское многоборье и дебютировала на юниорском чемпионате мира, где заняла 29-е место в многоборье.
В 2009 году Фрида стала бронзовым призёром в спринте на чемпионате страны, но в возрасте 19 лет у неё у неё диагностировали хроническое воспаление толстой кишки. Болезнь несовместима с нагрузками и поэтому ей пришлось прекратить участие в соревнованиях и она переехала в Нидерланды. С тех пор она каталась на льду в качестве хобби наряду с учёбой в голландском Вагенингене, а позже и работой в компании "Sykehuset Innlandet". Но её результаты становились только лучше и лучше и в сезоне 2013/14 она уже участвовала в чемпионате Норвегии и заняла там 2-е место на дистанции 5000 м.
В декабре 2013 года на зимней Универсиаде в Трентино заняла лучшее 4-е место в командной гонке. В сезоне 2014/15 участвовала на Кубке мира, а на чемпионате страны Фрида выиграла "серебро" в многоборье и на дистанциях 3000 м и 5000 м выиграла золотые медали. В феврале дебютировала на чемпионате мира в Калгари и заняла 23-е место в сумме многоборья. В сезоне 2015/16 и 2017/18 участвовала только на Кубке Норвегии, после чего завершила карьеру спортсменки.

## Личная жизнь
Фрида ван Меген окончила Вагенингенский университет на факультете питания и здоровья, с 2014 года работает клиническим диетологом в больнице Хамара и Эльверум. Её семья состоит также из двух сестёр Вибеке и Сюзанны и младшего брата Эрика, они также занималась конькобежным спортом, в который привёл их отец Андре.